# Хейз, Хантер
Ха́нтер И́стон Хе́йз (англ. Hunter Easton Hayes; род. 9 сентября 1991) — американский кантри-певец, автор-исполнитель и мультиинструменталист. Он умеет играть более чем на 30 инструментах и имеет контракт с Atlantic Records Nashville.
Хейз выпустил свой одноимённый дебютный альбом в 2011 году. Он достиг седьмой строчки чарта Billboard 200, первой строчки чарта Top Country Albums и был продан в количестве более 1.1 миллиона копий. Самый успешный сингл с альбома, «Wanted», был продан в количестве более 3.5 миллионов копий и позволил Хейзу стать самым молодым кантри-исполнителем среди мужчин, когда-либо возглавлявших чарт Billboard Hot Country Songs. Его второй студийный альбом, Storyline, был выпущен 6 мая 2014 года. Первым синглом с этого альбома была песня «Invisible».
Коммерческий успех и талант Хейза в качестве как автора песен, так и инструменталиста побудили журнал Billboard назвать его «лидером революции молодости в кантри-музыке». Он получил пять номинаций на премию Grammy, включая «Лучшего нового исполнителя», победил в номинации «Новый артист года» на премии CMA Awards в 2012 году, а также обладает тремя наградами BMI.

## Жизнь и карьера
Хантер Хейз родился 9 сентября 1991 года в больнице Larniurg Hospital в городе Бро Бридж, штат Луизиана и является единственным ребёнком Линетт и Лео Хейзов. Он каджун по происхождению. Первый интерес к музыке проявился в два года, когда его бабушка подарила Хантеру игрушечный аккордеон. К четырём годам он начал выступать на местном и национальном телевидении, включая такие шоу как Maury, шоу Рози О’Доннелл, и в игре телеканала Nickelodeon — Выясни это, где он спел песню «Jambalaya (On the Bayou)». American Songwriter пишет, что «Хейз получил свою первую гитару в подарок от актёра Роберта Дюваля в возрасте шести лет». В 7, он был приглашен выступить для президента Билла Клинтона. В 13 лет он появился на шоу «Самые талантливые дети Америки»; он исполнил хит Хэнка Уилльямса «Hey, Good Lookin'».
В 2008 году, в возрасте 16 лет, Хантер переехал в Нэшвилл, штат Теннесси, где подписал контракт с Universal Music Publishing Group в качестве автора песен. В 2010 году он стал соавтором песни «Play» для альбома Nothing Like This группы Rascal Flatts. В сентябре 2010 года он подписал контракт с Atlantic Records и начал работать над своим первым альбомом на крупном лейбле.
Хейз выступал на разогреве у Тейлор Свифт на десяти концертах её тура Speak Now World Tour летом 2011 года. В апреле 2011 он начал свой собственный радио-тур, где преставил песни, впоследствии появившиеся на его дебютном альбоме. Его первым собственным туром был Most Wanted Tour, начавшийся 8 октября 2011 в Бомонте и закончившийся 4 декабря 2011 в Сан-Бернардино.
Хейз и актриса-певица Виктория Джастис записали совместную песню — «Almost Paradise» для саундтрека фильма Свободные, ремейка одноимённого фильма 1984 года.
С января по февраль 2012 года Хейз выступал на разогреве у Rascal Flatts на их Thaw Out Tour.

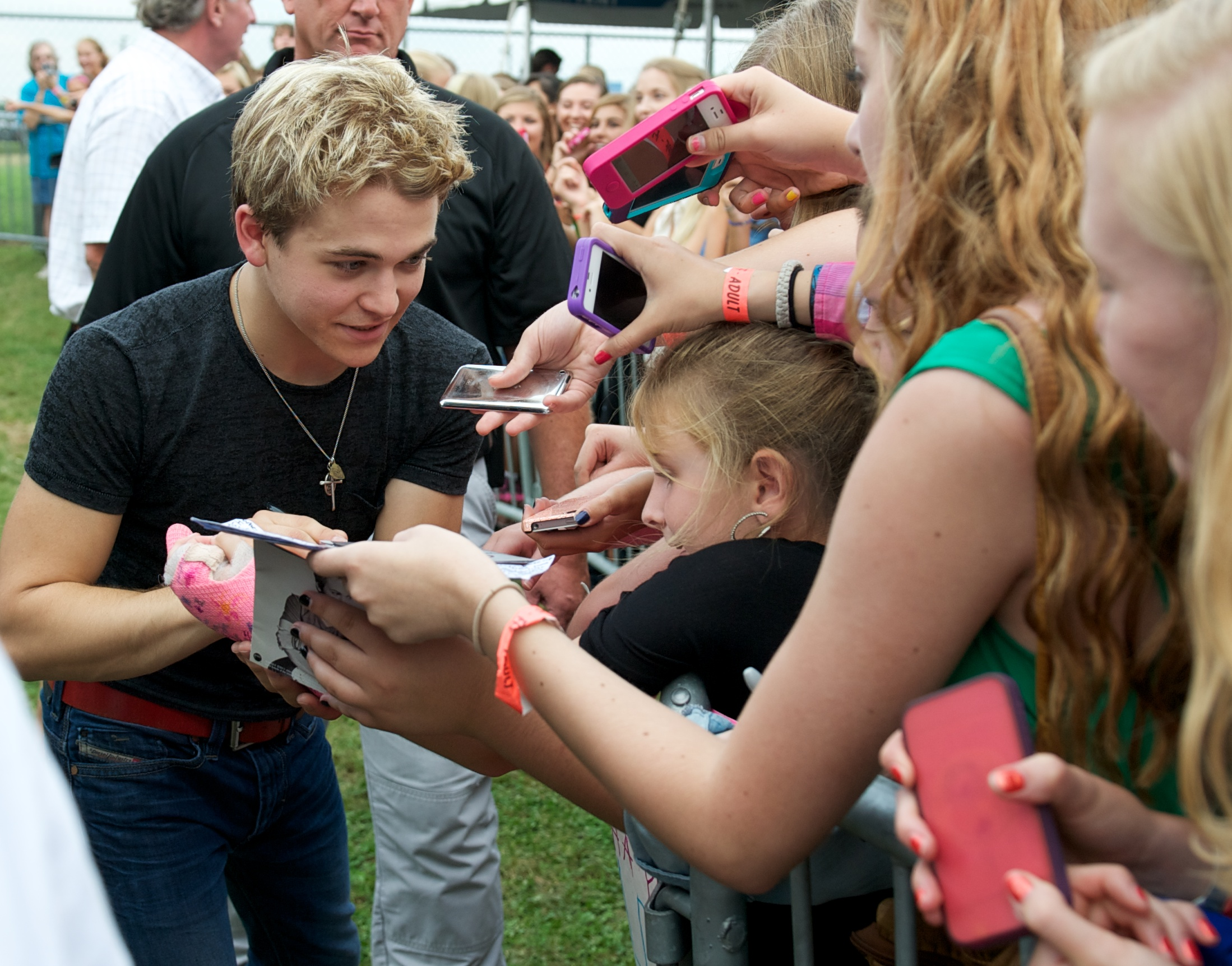
Хейз даёт автографы в городе Фредерик, штат Мэриленд, в августе 2012 года

«Where We Left Off» — его собственная песня, которая была написана им для саундтрека к фильму «Закон доблести» в 2012 году.
В мае 2012 гитарный бренд C. F. Martin & Company назвали Хантера своим посланником. «Это большая честь — быть официальным посланником Martin и быть признанным всей семьей Martin» — цитирует его American Songwriter.
7 сентября 2012 года Хантер стал самым молодым в истории исполнителем, принятым в Зал Славы Музыки Луизианы в Новом Орлеане.

### 2011-настоящее время:Hunter Hayes,StorylineиThe 21 Project

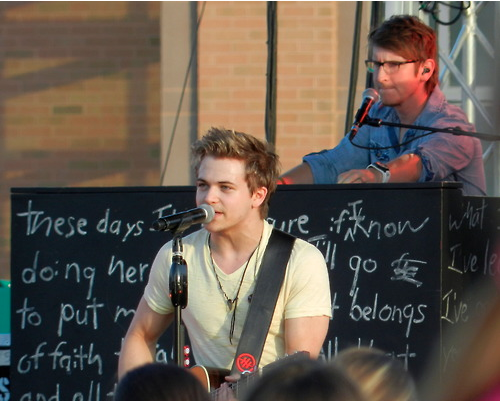
Хейз выступает в 2013 году

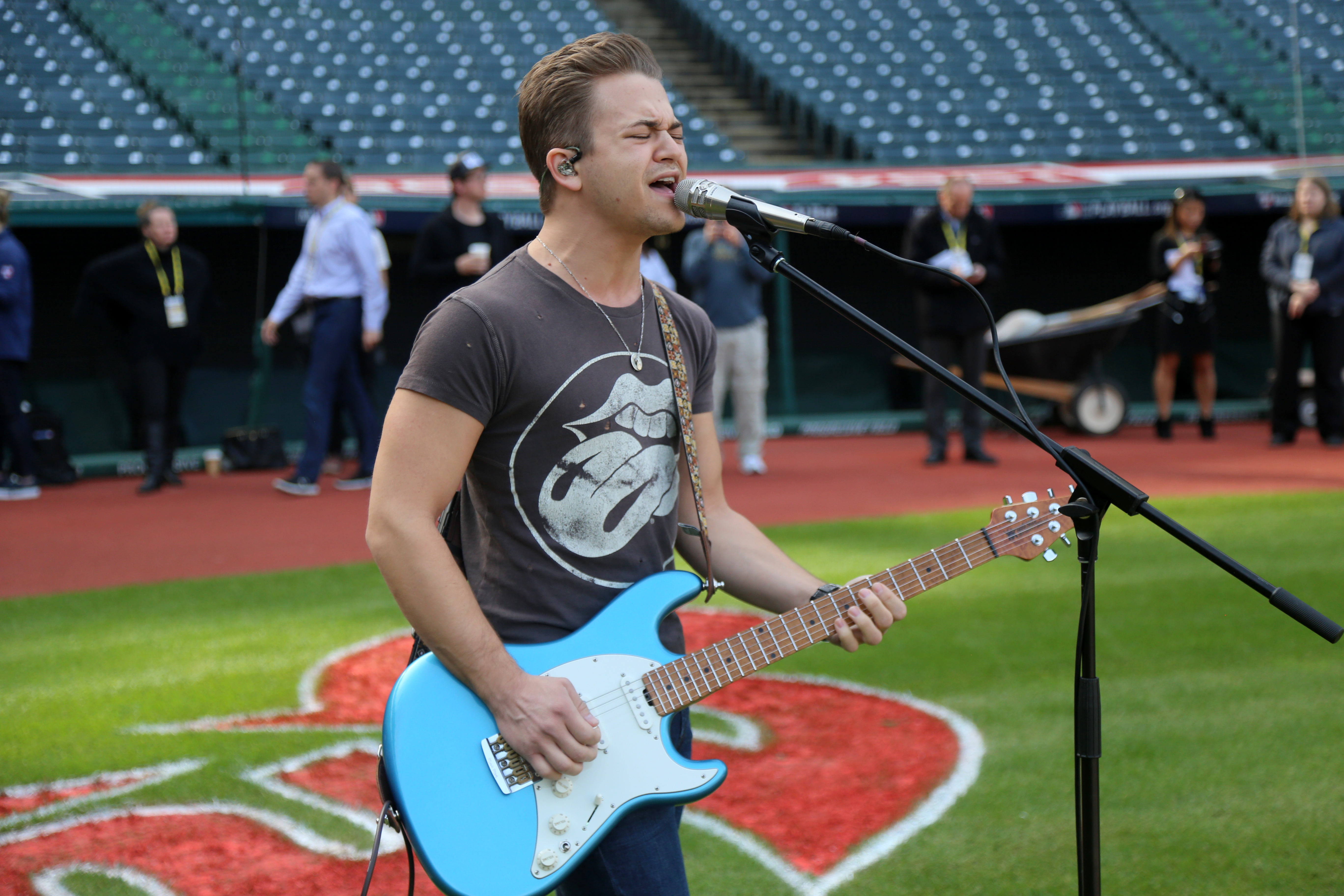
Хейз во время саундчека на Progressive Field перед его выступлением с национальным гимном США на 6ой игре Мировой серии 2016

Дебютный сингл Хантера, «Storm Warning», был выпущен на радио 16 мая 2011 года. Его первый одноимённый альбом на крупном лейбле был выпущен 11 октября того же года. Он был соавтором каждой песни, сыграл на каждом инструменте и, вместе с Дэном Хаффом, был продюсером альбома. «Wanted», второй сингл, был выпущен на радио 5 марта 2012 года.
24 июля 2012 Хейз посетил шоу CBS The Talk, где ему была вручена золотая сертификация RIAA за «Wanted». Спустя всего два месяца, 23 августа 2012 года, эта же песня получила и платиновую сертификацию.
«Wanted» стала первым синглом № 1 для Хантера, что сделало его самым молодым исполнителем кантри среди мужчин, которые когда-либо возглавляли чарт, побив рекорд, установленный в 1973 году Джонни Родригесом. Через двадцать недель после первого появления на верхней строчке, «Wanted» снова попала туда в новом формате чарта. «Somebody's Heartbreak», третий сингл с альбома, поднялся на верхнюю строчку чарта Country Airplay.
Начиная с 14 сентября 2012, Хейз открывал более 90 концертов в рамках тура Кэрри Андервуд Blown Away Tour.
Он получил три номинации на Грэмми, включая «Лучший новый исполнитель», на церемонии Грэмми-2013; во всех трёх полученных номинациях Хейз является самым молодым среди мужчин-артистов жанра кантри за историю. Четвёртый сингл с альбома, «I Want Crazy», появившийся на делюкс-версии, «Encore», был выпущен на радио 7 апреля 2013 года. Он занял вторую строчку чарта Country Airplay в августе 2013 года. Следующим за ним стал «Everybody’s Got Somebody but Me», перезаписанная песня с оригинальной версии альбома. На перезаписанной версии сделал появление Джейсон Мраз.
Хантер был одним из пяти артистов, получивших награду CMT Artist of the Year, которая вручается артистам за выдающиеся успехи в течение года.
Хейз выступил с песней «Invisible», первым синглом со второго студийного альбома, на 56-й ежегодной церемонии «Грэмми». Его сторой альбом, Storyline, был выпущен 6 мая 2014 года. Для продвижения нового альбома и привлечения внимания к проблеме детского голода, Хантер установил новый мировой рекорд Книги рекордов Гиннесса по количеству концертов, сыгранных в различных городах за 24 часа. Предыдущий рекорд принадлежал The Flaming Lips.
20 июля 2016 года дебютный альбом Хейза получил платиновую сертификацию RIAA.
2 ноября того же года Хейз выступил на шоу Джимми Киммела с четырьмя голограммами самого себя после премии CMA Awards.
В марте 2017 года Хейз выступил в Великобритании в рамках фестиваля C2C: Country to Country вместе с такими артистами как Dan + Shay и Дэриус Ракер в качестве разогрева перед шоу Рибы Макинтайр.

## Дискография

### Альбомы

#### Студийные альбомы
| Название                                                                           | Информация                                                                                  | Высшие позиции в чартах | Высшие позиции в чартах | Высшие позиции в чартах | Высшие позиции в чартах | Высшие позиции в чартах | Сертификации                       | Продажи                    |
| Название                                                                           | Информация                                                                                  | US Country              | US                      | CAN                     | JP                      | UK Country              | Сертификации                       | Продажи                    |
| ---------------------------------------------------------------------------------- | ------------------------------------------------------------------------------------------- | ----------------------- | ----------------------- | ----------------------- | ----------------------- | ----------------------- | ---------------------------------- | -------------------------- |
| Hunter Hayes                                                                       | - Дата выпуска: 11 октября 2011 - Лейбл: Atlantic Nashville - Форматы: CD, digital download | 1                       | 7                       | 12                      | —                       | 6                       | - US: 2x Платиновый - CAN: Золотой | - US: 1,138,000            |
| Storyline                                                                          | - Дата выпуска: 6 мая 2014 - Лейбл: Atlantic Nashville - Форматы: CD, digital download      | 1                       | 3                       | 2                       | 87                      | —                       |                                    | - US: 190,000 - CAN: 5,600 |
| The 21 Project                                                                     | - Дата выпуска: 5 ноября 2015 - Лейбл: Atlantic Nashville - Форматы: CD, digital download   | 16                      | 93                      | —                       | —                       | —                       |                                    | - US: 12,400               |
| «—» обозначает альбом, не вошедший в чарты или не выпущенный на данной территории. |                                                                                             |                         |                         |                         |                         |                         |                                    |                            |

#### Сборники
| Название     | Информация                                                                                | Высшие позиции |
| Название     | Информация                                                                                | UK             |
| ------------ | ----------------------------------------------------------------------------------------- | -------------- |
| I Want Crazy | - Дата выпуска: 3 апреля 2015 - Лейбл: Atlantic Nashville - Форматы: CD, digital download | 85             |

#### Независимые альбомы
| Название                     | Информация                                                                    |
| ---------------------------- | ----------------------------------------------------------------------------- |
| Through My Eyes              | - Выпущен: 8 февраля 2000 - Лейбл: Louisiana Red Hot - Форматы: CD, кассета   |
| Make a Wish                  | - Выпущен: 6 ноября 2001 - Лейбл: Sugar Town - Форматы: CD, кассета           |
| Holidays with Hunter         | - Выпущен: ноябрь 2003 - Лейбл: Собственными силами - Форматы: CD             |
| Honoring Our French Heritage | - Выпущен: 2006 - Лейбл: Juicy Pear Productions - Форматы: CD                 |
| Songs About Nothing          | - Выпущен: 20 октября 2008 - Лейбл: Whirlride - Форматы: CD, digital download |

### Мини-альбомы
| Название          | Информация                                                                                 | Высшие позиции |
| Название          | Информация                                                                                 | US Country     |
| ----------------- | ------------------------------------------------------------------------------------------ | -------------- |
| Hunter Hayes Live | - Дата релиза: 16 октября 2012 - Лейбл: Atlantic Nashville - Форматы: CD, digital download | 30             |
| 21                | - Дата релиза: 7 августа 2015 - Лейбл: Atlantic Nashville - Форматы: Digital streaming     | —              |

### Синглы

#### В качестве основного исполнителя
| Год                                       | Сингл                                                  | Высшая позиция в чарте | Высшая позиция в чарте | Высшая позиция в чарте | Высшая позиция в чарте | Высшая позиция в чарте | Высшая позиция в чарте | Высшая позиция в чарте | Высшая позиция в чарте | Сертификации                            | Продажи         | Альбом                        |
| Год                                       | Сингл                                                  | US Country             | US Country Airplay     | US                     | US Pop                 | US Adult               | US AC                  | CAN Country            | CAN                    | Сертификации                            | Продажи         | Альбом                        |
| ----------------------------------------- | ------------------------------------------------------ | ---------------------- | ---------------------- | ---------------------- | ---------------------- | ---------------------- | ---------------------- | ---------------------- | ---------------------- | --------------------------------------- | --------------- | ----------------------------- |
| 2011                                      | «Storm Warning»                                        | 14                     | —                      | 78                     | —                      | —                      | —                      | —                      | —                      | - RIAA: Золотой                         | - US: 501,000   | Hunter Hayes                  |
| 2012                                      | «Wanted»                                               | 1                      | —                      | 16                     | 23                     | 12                     | 16                     | —                      | 27                     | - RIAA: 4× Platinum - MC: 2× Платиновый | - US: 3,766,000 | Hunter Hayes                  |
| 2012                                      | «Somebody's Heartbreak»                                | 7                      | 1                      | 54                     | —                      | —                      | —                      | 5                      | 66                     | - RIAA: Платиновый                      | - US: 772,000   | Hunter Hayes                  |
| 2013                                      | «I Want Crazy»                                         | 2                      | 2                      | 19                     | —                      | —                      | —                      | 1                      | 14                     | - RIAA: 2× Платиновый - MC: Платиновый  | - US: 1,762,000 | Hunter Hayes (Encore edition) |
| 2013                                      | «Everybody’s Got Somebody but Me» (с Джейсоном Мразом) | 18                     | 15                     | 77                     | —                      | —                      | —                      | 33                     | —                      | - RIAA: Золотой                         | - US: 331,000   | Hunter Hayes (Encore edition) |
| 2014                                      | «Invisible»                                            | 4                      | 19                     | 44                     | —                      | —                      | —                      | 30                     | 26                     | - RIAA: Золотой                         | - US: 419,000   | Storyline                     |
| 2014                                      | «Tattoo»                                               | 31                     | 24                     | —                      | —                      | —                      | —                      | 49                     | —                      |                                         | - US: 74,000    | Storyline                     |
| 2015                                      | «Light Me Up»                                          | —                      | —                      | —                      | —                      | —                      | —                      | —                      | —                      |                                         | - US: 13,000    | I Want Crazy                  |
| 2015                                      | «21»                                                   | 26                     | 21                     | —                      | —                      | —                      | —                      | —                      | 65                     |                                         | - US: 117,000   | The 21 Project                |
| 2016                                      | «Yesterday’s Song»                                     | 43                     | 44                     | —                      | —                      | —                      | —                      | —                      | —                      |                                         |                 | TBD                           |
| «—» обозначает синглы, не вошедшие в чарт |                                                        |                        |                        |                        |                        |                        |                        |                        |                        |                                         |                 |                               |

#### Промосинглы
| Год                                      | Сингл                                               | Высшие позиции в чартах | Высшие позиции в чартах | Продажи      | Альбом         |
| Год                                      | Сингл                                               | US Country              | CAN                     | Продажи      | Альбом         |
| ---------------------------------------- | --------------------------------------------------- | ----------------------- | ----------------------- | ------------ | -------------- |
| 2014                                     | «Wild Card»                                         | 40                      | 68                      | - US: 20,000 | Storyline      |
| 2014                                     | «Storyline»                                         | 37                      | —                       | - US: 40,000 | Storyline      |
| 2014                                     | «You Think You Know Somebody»                       | 34                      | —                       | - US: 34,000 | Storyline      |
| 2015                                     | «Where It All Begins» (совместно с Lady Antebellum) | 45                      | —                       | - US: 4,000  | The 21 Project |
| 2015                                     | «Young and in Love»                                 | —                       | —                       |              | The 21 Project |
| 2015                                     | «Someday Girl»                                      | —                       | —                       |              | 21 (EP)        |
| 2016                                     | «Amen»                                              | —                       | —                       |              | TBD            |
| 2016                                     | «Young Blood»                                       | —                       | —                       |              | TBD            |
| «—» обозначает песни, не вошедшие в чарт |                                                     |                         |                         |              |                |

#### Другие песни, вошедшие в чарты
| Год                                      | Сингл                        | Высшие позиции в чартах | Высшие позиции в чартах | Высшие позиции в чартах | Продажи      | Альбом                        |
| Год                                      | Сингл                        | US Country              | US Country Digital      | US Country Airplay      | Продажи      | Альбом                        |
| ---------------------------------------- | ---------------------------- | ----------------------- | ----------------------- | ----------------------- | ------------ | ----------------------------- |
| 2013                                     | «Go Tell It on the Mountain» | —                       | —                       | 60                      |              | н/д                           |
| 2013                                     | «A Thing About You»          | 49                      | 40                      | —                       | - US: 15,000 | Hunter Hayes (Encore edition) |
| 2013                                     | «Better Than This»           | —                       | 46                      | —                       | - US: 14,000 | Hunter Hayes (Encore edition) |
| «—» обозначает песни, не вошедшие в чарт |                              |                         |                         |                         |              |                               |

### Видеоклипы
| Год  | Видео                                                  | Режиссёр        |
| ---- | ------------------------------------------------------ | --------------- |
| 2011 | «Storm Warning»                                        | Brian Lazzaro   |
| 2012 | «Wanted»                                               | BIRDmachineBIRD |
| 2012 | «Somebody’s Heartbreak»                                | Joel Stewart    |
| 2013 | «I Want Crazy»                                         | Ends            |
| 2013 | «Everybody’s Got Somebody but Me» (с Джейсоном Мразом) | Shane Drake     |
| 2013 | «Let It Snow! Let It Snow! Let It Snow!»               | Paul Miller     |
| 2014 | «Invisible»                                            | Ray Kay         |
| 2014 | «Tattoo»                                               | Kristin Barlowe |
| 2015 | «Light Me Up»                                          | [ 95 ]          |
| 2015 | «21»                                                   | Kristin Barlowe |
| 2017 | «Yesterday’s Song»                                     | Ryan Hamblin    |

### Разное

#### Другие появления
| Год  | Песня                                                                    | Появление                                         |
| ---- | ------------------------------------------------------------------------ | ------------------------------------------------- |
| 2011 | «Almost Paradise» (с Викторией Джастис)                                  | Footloose: Music from the Motion Picture          |
| 2012 | «Where We Left Off»                                                      | Закон доблести: The Album                         |
| 2013 | «Can’t Say Love»                                                         | Samsung Owner’s Hub                               |
| 2013 | «Outstanding In Our Field» (Брэд Пейсли совместно с Хейзом на гитаре)    | Wheelhouse                                        |
| 2014 | «Goodbye Yellow Brick Road»                                              | Goodbye Yellow Brick Road: Revisited & Beyond     |
| 2014 | «All of Me» (Джон Ледженд совместно с Дженнифер Неттлз и Хейзом)         | N/A                                               |
| 2014 | «Listen to the Music» (The Doobie Brothers совместно с Хейзом на гитаре) | Southbound                                        |
| 2014 | «Dream Girl»                                                             | Лучшее во мне: Original Motion Picture Soundtrack |
| 2015 | «I Can Play Guitar» (Бретт Киссел совместно с Хантером Хейзом)           | Pick Me Up                                        |

#### В качестве автора песен
| Год  | Песня         | Co-автор(ы)                | Исполнитель(-и)           | Альбом                 |
| ---- | ------------- | -------------------------- | ------------------------- | ---------------------- |
| 2010 | «Play»        | Katrina Elam, Bonnie Baker | Rascal Flatts             | Nothing Like This      |
| 2012 | «Here’s Hope» | Luke Laird, Barry Dean     | Jewel, Owl City, Jay Sean | Child Hunger Ends Here |

## Туры
В качестве хедлайнера
- Most Wanted Tour (2011)
- Let’s Be Crazy Tour, с Эшли Монро (2013)
- We’re Not Invisible Tour, с Даниэль Брэдбери и Dan + Shay (2014)
- Tattoo (Your Name) Tour, с Dan + Shay и The Railers (2014)
- Let’s Be Crazy / Crazier UK Tour (2015)
- 21 Tour, с Райаном Лафферти и Келси Баллерини (2015)

В качестве разогрева
- Speak Now World Tour — Тейлор Свифт (2011)
- Blown Away Tour — Кэрри Андервуд (2012)
- Wheels Up Tour — Lady Antebellum с Сэмом Хантом и Келси Баллерини (2015)
- C2C: Country to Country — Риба МакИнтайр с Dan + Shay и Дэриусом Ракером (2017)

## Фильмография
- 1997: Апостол: ребёнок-аккордеонист
- 1998: Figure It Out: играет сам себя/гость
- 2000: Мой пёс Скип: мальчик-аккордеонист
- 2003: Война Чарли: Монтгомери
- 2016: Белла и Бульдоги: играет сам себя

## Награды и номинации

### Academy of Country Music Awards
Премия Академии кантри-музыки, также известная как ACM Awards, была впервые вручена в 1966 году и отметила достижения индустрии за предыдущий год. Это была первая церемония награждения кантри-музыкантов, устроенная крупной организацией. Фирменная статуэтка Академии в форме шляпы была создана в 1968 году. Церемония была впервые показана по телевидению в 1972 году на канале ABC.
| Год  | Категория                        | Номинация / работа | Результат |
| ---- | -------------------------------- | ------------------ | --------- |
| 2012 | Лучший новый артист              | Хантер Хейз        | Номинация |
| 2013 | Новый исполнитель года (мужчина) | Хантер Хейз        | Номинация |
| 2013 | Сингл года                       | «Wanted»           | Номинация |
| 2013 | Песня года                       | «Wanted»           | Номинация |
| 2013 | Видеоклип года                   | «Wanted»           | Номинация |

### American Country Awards
American Country Awards - премия кантри-музыки, голосование в которой производится фанатами. Созданная Fox Network, премия награждает артистов за музыку, видеоклипы и туры. Хейз выиграл в двух номинациях из пяти.
| Год  | Категория                | Номинант / Работа       | Результат |
| ---- | ------------------------ | ----------------------- | --------- |
| 2012 | Новый артист года        | Хантер Хейз             | Номинация |
| 2012 | Сингл нового артиста     | «Wanted»                | Победа    |
| 2012 | Видеоклип нового артиста | «Wanted»                | Победа    |
| 2013 | Прорыв года              | Хантер Хейз             | Номинация |
| 2013 | Сингл прорыва года       | «Somebody’s Heartbreak» | Номинация |

### Премия «Грэмми»
Грэмми (изначально называвшаяся Gramophone Award), или Grammy — знак почёта, учреждённый Национальной академией искусства и науки звукозаписи (NARAS) США, чтобы отмечать выдающиеся достижения в музыкальной индустрии. Ежегодная церемония вручения состоит из выступлений ведущих артистов и награждений в категориях, которые наиболее интересны публике.
| Год  | Категория                        | Номинант / работа | Результат |
| ---- | -------------------------------- | ----------------- | --------- |
| 2013 | Лучший новый исполнитель         | Хантер Хейз       | Номинация |
| 2013 | Лучший кантри-альбом             | Hunter Hayes      | Номинация |
| 2013 | Лучшее сольное кантри-исполнение | «Wanted»          | Номинация |
| 2014 | Лучшее сольное кантри-исполнение | «I Want Crazy»    | Номинация |
| 2015 | Лучшее сольное кантри-исполнение | «Invisible»       | Номинация |

### Другие награды
| Год  | Ассоциация                       | Категория                                | Работа / Номинант(ы)                                                                 | Результат |
| ---- | -------------------------------- | ---------------------------------------- | ------------------------------------------------------------------------------------ | --------- |
| 2012 | CMT Music Awards                 | Видеоклип-прорыв года в США              | «Storm Warning»                                                                      | Номинация |
| 2012 | Teen Choice Awards 2012          | Лучший кантри-исполнитель среди мужчин   | Хантер Хейз                                                                          | Победа    |
| 2012 | Teen Choice Awards 2012          | Лучшая кантри-песня                      | «Storm Warning»                                                                      | Номинация |
| 2012 | BMI Awards                       | Песня, вошедшая в Top 50                 | «Storm Warning»                                                                      | Победа    |
| 2012 | Country Music Association Awards | Новый артист года                        | Хантер Хейз                                                                          | Победа    |
| 2012 | Награда Billboard за лучший тур  | Top Package                              | Speak Now, в составе Тейлор Свифт c Needtobreathe, Хантером Хейзом, Дэнни Гоки и др. | Номинация |
| 2013 | Billboard Music Awards           | Лучший кантри-артист                     | Хантер Хейз                                                                          | Номинация |
| 2013 | Billboard Music Awards           | Лучшая кантри-песня                      | «Wanted»                                                                             | Номинация |
| 2013 | CMT Music Awards                 | Видеоклип года                           | «Wanted»                                                                             | Номинация |
| 2013 | CMT Music Awards                 | Видеоклип года среди мужчин              | «Wanted»                                                                             | Номинация |
| 2013 | CMT Music Awards                 | Nationwide Insurance On Your Side Award  | Хантер Хейз                                                                          | Победа    |
| 2013 | Teen Choice Awards               | Лучший кантри-исполнитель среди мужчин   | Хантер Хейз                                                                          | Победа    |
| 2013 | Teen Choice Awards               | Лучшая кантри-песня                      | «I Want Crazy»                                                                       | Номинация |
| 2013 | BMI Awards                       | Песня года                               | «Wanted»                                                                             | Победа    |
| 2013 | BMI Awards                       | AПесня, попавшая в Top 50                | «Storm Warning»                                                                      | Победа    |
| 2013 | American Music Awards            | Лубимый кантри-исполнитель среди мужчин  | Хантер Хейз                                                                          | Номинация |
| 2014 | World Music Awards               | Лучшая песня в мире                      | «I Want Crazy»                                                                       | Номинация |
| 2014 | World Music Awards               | Лучший видеоклип в мире                  | «I Want Crazy»                                                                       | Номинация |
| 2014 | World Music Awards               | Лучший альбом в мире                     | Hunter Hayes                                                                         | Номинация |
| 2014 | World Music Awards               | Лучший исполнитель в мире среди мужчин   | Хантер Хейз                                                                          | Номинация |
| 2014 | World Music Awards               | Лучший в мире исполнитель вживую         | Хантер Хейз                                                                          | Номинация |
| 2014 | World Music Awards               | Лучший артист в мире                     | Хантер Хейз                                                                          | Номинация |
| 2014 | CMT Music Awards                 | Видеоклип года                           | «I Want Crazy»                                                                       | Номинация |
| 2014 | CMT Music Awards                 | Видеоклип года среди исполнителей-мужчин | «I Want Crazy»                                                                       | Номинация |
| 2014 | CMT Music Awards                 | Совместное видео года                    | «Everybody's Got Somebody but Me» (совместно с Джейсоном Мразом)                     | Номинация |
| 2014 | Teen Choice Awards               | Лучший кантри-исполнитель среди мужчин   | Хантер Хейз                                                                          | Победа    |
| 2014 | BMI Awards                       | Песня, попавшая в Top 50                 | «I Want Crazy»                                                                       | Победа    |
| 2014 | Music Choice Awards              | Звезда социальных медиа                  | Хантер Хейз                                                                          | Победа    |
| 2015 | People's Choice Awards           | Любимый кантри-исполнитель среди мужчин  | Хантер Хейз                                                                          | Победа    |
| 2015 | Teen Choice Awards               | Лучший кантри-артист                     | Хантер Хейз                                                                          | Номинация |
| 2015 | Teen Choice Awards               | Лучшая кантри-песня                      | «21»                                                                                 | Номинация |